# Емелін Вайтон
Емелін Вайтон (англ. Emelyn Whiton, 1 березня 1916 — 1 березня 1962) — американська яхтсменка.
Чемпіонка Олімпійських Ігор 1952 року.